# Бокатов Валерій Анатолійович
Валерій Анатолійович Бокатов (рос. Валерий Анатольевич Бокатов нар. 10 квітня 1946, Одеса, УРСР — пом. 1990 Одеса, Україна) — радянський футболіст, виступав на позиції нападника. Майстер спорту СРСР (1969).

## Життєпис
Вихованець ФШ «Спартак» Одеса. За свою кар'єру виступав у командах «Чорноморець» (Одеса), «Спартак» (Москва), «Металіст» (Харків). По завершенні кар'єри гравця працював тренером ДЮСШ СКА (Одеса).